# Singolarità di una ragazza bionda
Singolarità di una ragazza bionda (Singularidades de uma rapariga loura) è un film del 2009 diretto da Manoel de Oliveira.
Il regista portoghese ha realizzato questo film all'età di 101 anni.
Il soggetto è tratto da una novella di Eça de Queiroz, un letterato portoghese vissuto nella seconda metà del XIX secolo; la storia è stata tuttavia ambientata nel Portogallo contemporaneo.
In Italia il film è uscito nel settembre 2011.

## Trama
Un giovane di nome Macário racconta una sua triste vicenda sentimentale a una compagna di viaggio in treno. Il giovane si confida con la signora sconosciuta perché, come recita un antico proverbio portoghese, «O que não contas à tua mulher, o que não contas ao teu amigo, conta-o a um estranho, na estalagem» (Ciò che non diresti mai a tua moglie o a un amico raccontalo a uno sconosciuto alla locanda).
Macário lavora a Lisbona come contabile alle dipendenze di suo zio Francisco. Si innamora di una ragazza bionda, Luisa, che scorge dalla finestra del suo ufficio. I due successivamente si incontrano e decidono di sposarsi. Lo zio Francisco tuttavia si oppone al matrimonio. Macário si trasferisce allora a Capo Verde in cerca di fortuna; ritorna poi in Portogallo con un piccolo capitale che gli permetterebbe di mettere su famiglia. L'ingenuo giovane perde tuttavia il suo denaro, che presta a un amico truffaldino. Ricomincia da capo; ottiene infine dallo zio il permesso di sposare la bionda Luisa; ma una brutta scoperta gli impedirà ancora una volta di sposare la ragazza.

## Storia
Il film è stato girato dal regista portoghese all'età di 101 anni. Dopo questo film, nel 2010 Manoel de Oliveira ha diretto Lo strano caso di Angelica nel quale compaiono alcuni attori di Singolarità di una ragazza bionda: Ricardo Trêpa (nipote dello stesso Manoel de Oliveira), Leonor Silveira, Filipe Vargas e Luís Miguel Cintra.
Sebbene i riferimenti ad eventi contemporanei all'epoca delle riprese siano numerosi, alcuni particolari sembrano coerenti maggiormente con la cultura e la società portoghese dei primi anni cinquanta o addirittura della seconda metà del XIX secolo (per esempio, il rifiuto dello zio a dare il consenso alle nozze).